# Esteban Dorr
Esteban Dorr (11 de marzo de 2000) es un deportista francés que compite en tenis de mesa. Ganó una medalla de bronce en el Campeonato Mundial de Tenis de Mesa de 2025, en la prueba de dobles.

## Palmarés internacional
| Campeonato Mundial | Campeonato Mundial | Campeonato Mundial | Campeonato Mundial |
| Año                | Lugar              | Medalla            | Prueba             |
| ------------------ | ------------------ | ------------------ | ------------------ |
| 2025               | Doha (Catar)       | Medalla de bronce  | Dobles             |